# Liste von Söhnen und Töchtern Jerewans
Dies ist eine chronologisch nach Geburtsjahr sortierte Liste der in der Stadt Jerewan geborenen, bedeutenden Persönlichkeiten. Jerewan ist die Hauptstadt der Republik Armenien.

## 19. Jahrhundert
- Chatschatur Abowjan (1809–1848), Autor und Schriftsteller (in Kanaker geboren, das inzwischen zu Jerewan gehört)
- Mirza Kadim Erivani (1825–1875), Maler
- Ebrahim Monchi-Zadeh (1879–1918), Militär und Politiker
- Georgi Riesenkampff (1886–1943), russisch-sowjetischer Wasserbauingenieur und Hochschullehrer
- Mehmet Ağa-Oğlu (1896–1949), Kunsthistoriker
- Voldemar Boberman (1897–1987), Maler und Dekorateur

## 20. Jahrhundert

### 1901–1920
- Araksi Babajan (1906–1993), Chemikerin und Hochschullehrerin
- Anna Ter-Awetikjan (1908–2013), erste armenische Architektin
- Jelisaweta Schachatuni (1911–2011), Luftfahrtingenieurin und Hochschullehrerin
- Regina Ghasarjan (1915–1999), Malerin und Person des öffentlichen Lebens
- Mchitar Dschrbaschjan (1918–1994), Mathematiker und Hochschullehrer
- Arscham Schahinjan (1918–2004), Bildhauer
- Silwa Kaputikjan (1919–2006), Schriftstellerin, Dichterin und Akademikerin
- Alexander Arutjunjan (1920–2012), Komponist
- Marklen Iwanowitsch Lasarew (1920–2006), sowjetisch-russischer Jurist und Völkerrechtler mit armenischen Wurzeln

### 1921–1930
- Arno Babadschanjan (1921–1983), Komponist
- Adam Chudojan (1921–2000), Komponist
- Ghukas Tschubarjan (1923–2009), Bildhauer und Hochschullehrer
- Susanna Amatuni (1924–2010), Musikwissenschaftlerin
- Klara Aschrafjan (1924–1999), Indologin
- Adelaida Awagjan (1924–2000), Hygienikerin und Hochschullehrerin
- Maria Gambarjan (* 1925), Pianistin und Hochschullehrerin
- Ofelya Hambardzumyan (1925–2016), Sopranistin
- Vatche Hovsepian (1925–1987), Dudukspieler
- Grigor Chandschjan (1926–2000), Maler und Grafiker
- Ara Haroutjounjan (1928–1999), Bildhauer
- Elma Parsamjan (* 1929), Astrophysikerin und Hochschullehrerin
- Edgar Howhannisjan (1930–1998), Komponist
- Gagik Howunz (1930–2019), Komponist und Pädagoge
- Lija Osipjan (* 1930), Botanikerin, Pflanzenphysiologin und Mykologin

### 1931–1940
- Karen Demirtschjan (1932–1999), Politiker
- Wladimir Jengibarjan (1932–2013), Boxer
- Armen Dschigarchanjan (1935–2020), russischer Schauspieler
- Wolter Manussadschjan (1935–2017), Physiker
- Norajr Arakeljan (1936–2023), Mathematiker und Hochschullehrer
- Emin Aristakesjan (1936–1996), Komponist und Musikpädagoge
- Celile Celil (* 1936), Historiker und Autor
- Rudolf Muradjan (* 1936), Physiker und Hochschullehrer
- Wera Richter (1936–2015), Entomologin
- Walentin Tschernikow (1937–2002), Fechter
- Irma Wardanjan (* 1939), Chemikerin und Hochschullehrerin
- Anahit Bayandour (1940–2011), Übersetzerin und Friedensaktivistin

### 1941–1950
- Michail Piotrowski (* 1944), Museumsleiter, Direktor der Eremitage in Sankt Petersburg (seit 1992)
- Artak Grigorjan (* 1945), Theaterregisseur und Schauspiellehrer
- Saro Galentz (1946–2017), Maler
- Ara Bablojan (* 1947), Pädiater, Politiker, Mitglied der Republikanischen Partei Armeniens und seit Mai 2017 Präsident der Nationalversammlung der Republik Armenien
- Elvina Makarian (1947–2007), Jazzsängerin
- Dawid Sarkisjan (1947–2010), Museumsdirektor
- Wahram Babajan (* 1948), Komponist, Pianist und Musiktheoretiker
- Chosrow Harutjunjan (* 1948), Politiker
- Grigor Areschjan (1949–2020), Historiker und Archäologe
- Mariam Hakobjan (* 1949), Bildhauerin und Malerin
- Arthur Mestschjan (* 1949), Architekt, Komponist und Sänger
- Andranik Migranjan (* 1949), russischer Politikwissenschaftler
- Galust Sahakjan (1949–2022), Politiker
- Aram Sargsjan (* 1949), sowjetischer bzw. armenischer Politiker
- Maria Abajan (* 1950), Opernsängerin (Sopran)
- Ruben Hachwerdjan (* 1950), Sänger, Komponist, Gitarrist und Liedtexter
- Eduard Mikaeljan (* 1950), Kunstturner
- Harout Pamboukjian (* 1950), Popsänger
- Dawit Torosjan (* 1950), Boxer

### 1951–1960
- Gegham Grigorjan (1951–2016), Opernsänger (Tenor)
- Aschot Karagjan (* 1951), Fechter
- Andranik Markarjan (1951–2007), Premierminister Armeniens
- Rafael Vaganian (* 1951), Schachspieler
- David Azarian (1952–2003), Jazzmusiker und Komponist
- Arschak Petrosjan (* 1953), Schachspieler
- Armen Sarkissjan (* 1953), Physiker, Informatiker, Unternehmer, Diplomat und Politiker
- Anna Bojadschjan (1954–2015), Biochemikerin und Hochschullehrerin
- Nouneh Sarkissjan (* 1954), Autorin, Kunsthistorikerin und First Lady
- Nina Sawatzki (* 1954), Volleyballspielerin
- Elmira Antonyan (* 1955), Tischtennisspielerin
- Serge Avedikian (* 1955), armenisch-französischer Schauspieler
- Nathan Hovhannisian (* 1955), Bischof von London
- Karine Kazinian (1955–2012), Diplomatin
- Choren Howhannisjan (* 1955), Fußballspieler
- Lilit Pipojan (* 1955), Sängerin, Komponistin und Architektin
- Vartan Adschemjan (* 1956), Komponist und Musikpädagoge
- Howik Howejan (* 1956), Schriftsteller und Politiker
- Wahan Howhannisjan (1956–2014), Politiker und Diplomat
- Arman Kirakosjan (1956–2019), Botschafter, Vize-Außenminister und Ständiger Vertreter Armeniens bei den Vereinten Nationen
- Edward Nalbandjan (* 1956), Außenminister Armeniens
- Sergei Awakjanz (* 1957), Admiral und Kommandeur der russischen Pazifikflotte
- Bagrat Burnasjan (* 1957), Tischtennisspieler
- Wahan Papasjan (* 1957), Außenminister der Republik Armenien von 1993 bis 1996, Botschafter
- Eduard Asarjan (* 1958), Kunstturner
- Hrant Bagratjan (* 1958), Ökonom und Politiker
- Margarit Jessajan (* 1958), Journalistin und Politikerin
- Smbat Lputjan (* 1958), Schachspieler und -funktionär
- Hayk Dèinyan (* 1959), Opernsänger (Bass)
- Alexander Arsumanjan (* 1959), Außenminister der Republik Armenien von 1996 bis 1998, Botschafter, Abgeordneter
- Israjel Hakobkochjan (* 1960), Boxer
- Hratschja Petikjan (* 1960), Sportschütze
- Marine Petrosjan (* 1960), Dichterin, Essayistin und Kolumnistin

### 1961–1970
- Narine Antonyan (* 1961), Tischtennisspielerin
- Heghine Bischarjan (* 1961), Politikerin und Pädagogin
- Hasmik Papian (* 1961), Sopranistin
- Jacqueline Antaramian (* 1962), Schauspielerin
- David Haladjian (* 1962), Komponist und Dirigent
- Hamlet Mchitarjan (1962–1996), Fußballspieler
- Suren Bagratuni (* 1963), Cellist und Musikpädagoge
- Michel Der Zakarian (* 1963), Fußballspieler und -trainer
- Nschan Muntschjan (* 1963), Boxer
- Aschot Anastassjan (1964–2016), Schachspieler
- Geworg Dabaghjan (* 1965), Dudukspieler
- Lewon Mkrttschjan (* 1965), Politiker, Abgeordneter
- Mikajel Poghosjan (* 1965), Schauspieler, Kabarettist, Sänger und Fernsehpersönlichkeit
- Armen Elojan (* 1966), Künstler
- Sirward Emirsjan (* 1966), Wasserspringerin
- Sohrab Mnazakanjan (* 1966), Diplomat, Außenminister
- Wache Scharafjan (* 1966), Komponist
- Artasches Minassjan (* 1967), Schachspieler
- Sipan Schiras (1967–1997), Maler, Dichter und Bildhauer
- Arthur Baghdassarjan (* 1968), Politiker, Ex-Präsident der armenischen Nationalversammlung
- Karen Lewoni Grigorjan (* 1968), Diplomat
- Wahagn Hajrapetjan (* 1968), Jazzmusiker
- Ara Ajwasjan (* 1969), Diplomat
- Mariam Petrosjan (* 1969), Malerin, Cartoonistin und Autorin
- Schirak Poghosjan (* 1969), Weitspringer
- Aschot Smbatjan (* 1969), Diplomat
- Tigran Martirossian (* 1970), Opernsänger (Bass)

### 1971–1980
- Ruben Gazarian (* 1971), Dirigent
- Jerwand Krbaschjan (* 1971), Fußballspieler und -trainer
- Arman Nur (* 1971), Designer, Juwelier, Bildhauer und Maler
- Alfred Ter-Mkrtchyan (* 1971), Ringer
- Karen Asatrian (* 1972), Fusion- und Jazzmusiker
- Vahram Atayan (* 1972), Sprach- und Übersetzungswissenschaftler
- Sargis Howsepjan (* 1972), Fußballspieler
- Saruhi Postandschjan (* 1972), Politikerin und Juristin
- Artur Ajwasjan (* 1973), Sportschütze
- Arsen Awetissjan (* 1973), Fußballspieler
- Hayko (1973–2021), Sänger und Teilnehmer am Eurovision Song Contest 2007
- Nora Martirossjan (* 1973), bildende Künstlerin und Filmemacherin
- Sargis Sargsian (* 1973), Tennisspieler
- Roman Beresowski (* 1974), Fußballspieler
- Aschot Danieljan (* 1974), Gewichtheber
- Shavo Odadjian (* 1974), Bassist der Metal-Band System of a Down
- Wahe Grigorjan (* 1975), Jurist und Richter am Europäischen Gerichtshof für Menschenrechte
- Karen Dochojan (* 1976), Fußballspieler
- Arsen Melikjan (* 1976), Gewichtheber
- Migran Pogosjan (* 1976), Staatsmann
- Aram Galstyan (* 1977), Maler
- Mikael Minasjan (* 1977), Diplomat und Medienunternehmer
- Karen Mnazakanjan (* 1977), Ringer
- Vazgen Ghazaryan (* 1978), Opernsänger (Bass)
- Anna Hakobjan (* 1978), Journalistin, Chefredakteurin, Stiftungsvorsitzende und Premierministergattin
- Taron Margarjan (* 1978), Politiker, Bürgermeister von Jerewan
- Armen Rafajeljan (* 1978), Freestyle-Skier
- Marianna Shirinyan (* 1978), armenisch-dänische klassische Pianistin und Klavierpädagogin
- Hrachuhí Bassénz (* 1979), Opernsängerin (Sopran)
- Saruhi Batojan (* 1979), Ministerin und Menschenrechtsaktivistin
- Narine Khachatryan (* 1979), Komponistin
- Ararat Mirsojan (* 1979), Politiker, Parlamentspräsident und Vizepremierminister
- Artur Wanezjan (* 1979), Politiker, Chef des Nationalen Sicherheitsdienstes der Republik Armenien und Präsident des armenischen Fußballverbandes
- Arthur Abraham (* 1980), Boxer
- Karen Asrjan (1980–2008), Schachspieler
- Agnes Avagyan (* 1980), Karikaturistin und Illustratorin
- Geworg Kasparow (* 1980), Fußballtorhüter
- Babken Melkonyan (* 1980), Poolbillard- und Snookerspieler

### 1981–1990
- Alexander Abraham (* 1981), Boxer
- Nelli Aghinjan (* 1981), Schachspielerin
- Tigran Kotanjian (* 1981), Schachspieler
- Wahan Geworgian (* 1981), Fußballspieler
- Karine Gilanyan (* 1981), Pianistin
- Narine Jeghijan (* 1981), Opernsängerin (Sopran)
- Tigran Oganessowitsch Chudawerdjan (* 1981), russischer Geschäftsmann
- Sebastien Sisak (* 1981), armenisch-französischer Theater- und Filmschauspieler und ehemaliger Polizist und Jurist
- Lewon Aronjan (* 1982), Schachspieler
- Lilit Mkrttschjan (* 1982), Schachspielerin
- Anna Tschitscherowa (* 1982), russische Hochspringerin
- Arus Adschemjan (* 1983), Pianistin
- Varuzhan Akobian (* 1983), Schachspieler
- Lilian Akopova (* 1983), Pianistin
- Roman Amojan (* 1983), Ringer
- Arman Baklatschjan (* 1983), Billardspieler
- Rusanna Danielian (* 1983), Filmregisseurin und Schriftstellerin
- Arpine Howhannisjan (* 1983), Politikerin und Rechtsanwältin
- Lilit Makunz (* 1983), Politikerin und Kultusministerin
- Lena Nasarjan (* 1983), Politikerin und Journalistin
- Angela Sarafyan (* 1983), Schauspielerin
- Gabriel Sarkissjan (* 1983), Schachspieler
- Wahe Tadewosjan (* 1983), Fußballspieler
- Rasmik Wardanjan (* 1983), Billardspieler
- Aram Mp3 (* 1984), Sänger und Comedian
- Emma Bedschanjan (* 1984), Sängerin
- Tigran Gharabaghzjan (* 1984), Fußballspieler
- Tigran Gharamian (* 1984), Schachspieler
- Samwel Melkonjan (* 1984), Fußballspieler
- Harutjun Merdinjan (* 1984), Kunstturner
- Tigran L. Petrosjan (* 1984), Schachspieler
- Robert Arsumanjan (* 1985), Fußballspieler
- Sergei Chatschatrjan (* 1985), Violinist
- Margarita Matulian (* 1985), Bildhauerin und Künstlerin
- Wahagn Minasjan (* 1985), Fußballspieler
- Lewon Babudschjan (* 1986), Schachspieler
- Arman Jeremjan (* 1986), Taekwondoin
- Iveta Mukuchyan (* 1986), Sängerin
- Karine Babajanyan (* vor 1987), Opernsängerin (Sopran)
- Susianna Kentikian (* 1987), Boxerin
- Edgar Manutscharjan (* 1987), Fußballspieler
- Sirusho (* 1987), Popsängerin
- Gor Sudschjan (* 1987), Rocksänger
- Maria Voskania (* 1987), Schlagersängerin
- Tatev Abrahamyan (* 1988), US-amerikanische Schachspielerin
- Jurij Ajrapetjan (* 1988), Schachspieler
- Gurgen Dabaghyan (* 1988), Sänger
- Geworg Ghasarjan (* 1988), Fußballspieler
- Howhannes Goharjan (* 1988), Fußballspieler
- Larissa Howhannisjan (* 1988), Social-Entrepreneurin und Bildungsaktivistin
- Karlen Mkrttschjan (* 1988), Fußballspieler
- Anna Mowsisjan (* 1988), Tennisspielerin
- Amalja Scharojan (* 1988), Leichtathletin
- Sawen Andriasjan (* 1989), Schachspieler
- Ando Hakob (* 1989), Boxer
- Levon Hayrapetyan (* 1989), Fußballspieler
- Henrich Mchitarjan (* 1989), Fußballspieler
- Hrant Melkumjan (* 1989), Schachspieler
- Arakel Mirsojan (* 1989), Gewichtheber
- David Graf (* 1989), Boxer
- Noel Gevor (* 1990), Boxer
- Artem Harutiunian (* 1990), Boxer
- Hajck Karapetjan (* 1990), Handballspieler
- Karen Tovmasjan (* 1990), Gewichtheber

### 1991–2000
- Artak Aleksanjan (* 1991), Fußballspieler
- Aram Awagjan (* 1991), Boxer
- Geworg Badaljan (* 1991), Fußballspieler
- Ani Chatschikjan (* 1991), Sprinterin
- Robert Howhannisjan (* 1991), Schachspieler
- Artur Dawtjan (* 1992), Turner
- Warasdat Harojan (* 1992), Fußballspieler
- Tatew Howakimjan (* 1992), Schauspielerin
- Sargis Adamyan (* 1993), Fußballspieler
- Ani Amiraghjan (* 1993), Tennisspielerin
- Sona Ghasarjan (* 1993), Politikerin und Abgeordnete
- Yessaï Karapetian (* 1993), Fusion- und Jazzmusiker
- Jana Jegorjan (* 1993), russische Säbelfechterin
- Diana Chubesserjan (* 1994), Sprinterin
- Wanik Awdijan (* 1995), Profiboxer
- Howhannes Gabusjan (* 1995), Schachspieler
- Robert Abajyan (1996–2016), Kriegsheld
- Susanna Gabojan (* 1996), Schachspielerin
- Ani Saýarjane (* 1998), Tennisspielerin
- Lussine Tschobanjane (* 1998), Tennisspielerin
- Erik Wardanjan (* 1998), Fußballspieler
- Rasmik Papikjan (* 1999), Ringer
- Gajane Tschilojan (* 2000), Sprinterin

## 21. Jahrhundert
- Schant Sargsjan (* 2002), Schachspieler
- Jerwand Sukiasjan (* 2005), armenisch-ukrainischer Fußballspieler
- Maléna (* 2007), Sängerin

## Undatiert
- Varduhi Abrahamyan, Opernsängerin